# Battleborn
Battleborn — відеогра жанру шутера від першої особи з елементами MOBA, розроблена для ПК, PlayStation 4 і Xbox One. Вихід гри відбувся 3 травня 2016 року. Battleborn є першою інтелектуальною власністю Gearbox Software з виходу першої частини Borderlands у 2009 році.

## Ігровий процес

Герой Оскар у бою

### Основи
Гравець керує обраним з-поміж 30-и варіантів героєм, який бореться з противниками шляхом стрілянини та застосування своїх специфічних здібностей. Сюжетний режим складається з низки епізодів, які можна проходити як поодинці, так і в кооперативі з іншими гравцями. Кожен епізод має свій підсюжет, вписаний до загальної оповіді. Мережевий багатокористувацький змагальний режим передбачає конкуренцію двох команд персонажів, керованих живими гравцями.
Як в сюжетному, так і змагальному режимах, гравець отримує очки досвіду, які витрачаються на розвиток його персонажа і відкриття власних можливостей у грі. Так персонаж отримує посилення, обрані на «дереві навичок», та варіації свого образу. Гравець же підвищує свій ранг серед інших гравців, отримує нагородні значки, титули.

### Режими
В мережевому багатокористувацькому режимі беруть участь до 10 гравців (5 на 5), змагаючись у трьох дисциплінах:
- Вторгнення — команди героїв захищають свою базу від навали мобів (керованих комп'ютером істот), намагаючись при цьому знищити базу противника.
- Знищення — команди борються за захоплення і утримання ключових цілей на карті.
- Переплавка — команди супроводжують своїх механічних помічників на переплавку до центру карти, намагаючись завадити в цьому одна одній. Кожен утилізований помічник приносить команді очки, кількістю яких слід перевершити противника.
- Зіткнення — команди змагаються у знищення ворогів і зборі їхніх масок[3].

### Персонажі

#### The Eldrid (Елдрід)
Фракція Елдрід є орденом дослідників, котрі прагнуть зберігати природний хід подій у Всесвіті. Колись їхні володіння охоплювали цілі галактики, але, в міру згасання зірок, фракція втратила могутність. Тепер залишки Елдріду об'єдналися задля боротьби за останню придатну для життя планету. Розколота планета Еккунар є їхньою домівкою біля Солуса і останньою зеленою планетою Всесвіту. Невідомі сили утримують її покриті лісами частини разом. Відомо, що раніше на Еккунарі проживала цивілізація азтанті, по якій лишилися численні руїни, і від якої походять різні сучасні цивілізації, що врешті повернулися на Еккунар, утворивши нинішнє суспільство Елдріду.
- Болдур — кремезний уродженець планети Еккунар, що очолював на батьківщині ополчення Вірних лісу впродовж 2000 років. Озброєний сокирою, Болдур має міцний захист і швидке відновлення здоров'я.
- Меллка — нащадок біженців, Меллка стала коммандос і володіє кількома стилями бою та екзотичною зброєю. Має і стрілецьку і холодну зброю, а також здатна метати леза і отруювати ворогів.
- Міко — гуманоїдний гриб, єдина вціліла частина грибниці, що колись покривала цілу планету. Вирізняється швидкістю і регенерацією здоров'я, в бою підтримує союзників лікуванням і атакує ворогів кидками кунаїв та спорами й отрутами.
- Торн — остання зі своєї планети, звана ельфою, що тепер подорожує джунглями Еккунара. Озброєна луком, володіє швидким відновленням здоров'я.
- Келвін — колонія бактерій-екстремофілів, яка володіє розумом. Приєднався до Елдріду за порятунок з помираючої планети. Бореться шляхом маніпуляцій льодом і випаровуванням.
- Алані — цілителька, що була змушена стати воїном. У медитаціях і завдяки нанотехнологіям вона навчилася керувати водою для її використання на полі бою.

#### United Peacekeeping Republics (Об'єднані Миротворчі Республіки)
Група цивілізацій, які об'єдналися заради відстоювання свободи і рівності, а також взаємного захисту. ОМР зазнала збитків через вихід зі свого складу Консорціуму Останнього Світла, але навіть попри скрутне становище не відступає від ідеалістичних уявлень про справедливість і правосуддя. ОМР надає допомогу біженцям, поширює припаси і поселяє постраждалих, але має суворі закони і не гребує генетичними експериментами. Їхньою домівкою є невелика планета Блісс, покрита льодом, але пронизана геотермальнимим печерами, придатними для життя. До ОМР планету в давнину населяла цивілізація азтанті та, мільярди років тому, дракони.
- Ґалілея — колишня лицар, котра боролася з імперією Дженнеріт, але в ході бороитби сама стала на шлях зла. Вона стала умовно безсмертною і отримала непідконтрольні сили. Коли ОМР закріпилися на супутнику, де перебувала Ґалілея, та приєдналася до них, щоб спокутувати свою вину і врятувати Останню зірку. Бореться в ближньом бою і користується темними силами, які як шкодять ворогам, так і посилюють її саму.
- Оскар Майк — солдат-клон, який обрав служити спільному благу в рядах Народжених в битві. Крім стрілянини з гвинтівки може викликати авіаудар і маскуватися.
- Бенедикт — цей самозакоханий боєць, подібний на птаха, покинув рідну планету при евакуації. Хоча його крило було пошкоджене, він здатний літати на короткі дистанції та послуговується ракетною зброєю.
- Ґалт — колишній головний інженер і оперативник, Ґалт першим закликав усіх істот Всесвіту до об'єднання в рядах Народжених в битві. Спеціалізується на стрілянині та використанні пасток і технічних хитрощів.
- Монтана — лісоруб, що став воїном. Озброєний багатоствольним кулеметом з боєприпасами, що можуть не тільки звичайним чином вражати ворогів, а також заморожувати їх і використовувати свій нагрів для збільшення зібійності.
- Ернест — людиноподібний птах-бойскаут. Він не вміє літати, зате вправний у використанні вибухівки.

#### The Jennerit Imperium (Імперія Дженнеріт)
Імперія Дженнеріт населена прагматиками, які шукають досконалості у всьому і готові насильно виправляти або знищувати все «недосконале». Свого часу імперія була наймогутнішою у Всесвіті, об'єднуючи кілька цивілізацій. Суспільство розділене на касти від генетично модифікованих Вічних до тварин із зачатками розуму. Вічні володіють таємницею продовження життя до десятків тисяч років за рахунок витрати величезних кількостей енергії, які генерують цілі планети.
Імперія колись боролася з Варелсі, вступаючи у вимушені альянси з іншими фракціями, щоб врятувати зірки від вигорання. У спробі врятувати свій народ воєначальник Лотар Рендейн влаштував переворот, скинув імператрицю Ленору та встановив союз з Варелсі, допомагаючи їм гасити зірки в обмін на власну безпеку. Хоча імперія сильно постраждала від згасання зірок і перевороту, вона лишається найсильнішою із фракцій. Її рідна і тепер єдина планета, Темпест, знаходиться в системі Солуса на штучно встановленій орбіті та повернута до зірки одним боком, через що має розжарену і замерзлу частини з населеним екватором.
- Амбра — колишня жриця, після перевороту Рендейна похмура Амбра перейшла на сторону Народжених в битві. Вона лікує союзників і бореться з ворогами, використовуючи локальні сонячні аномалії.
- Рат — зброяр і фехтувальник, який служив у гвардії імператриці Ленори. Озброєний мечами, за допомогою яких вміє витягати життя з ворогів і створювати ударні хвилі.
- Деанде — колишня шпигунка імперії, Деанде стала на бік Ґалта в часи перевороту Рендейна. Покаладається на прихованість і раптові атаки.
- Калдаріус — завжди одягнений в екзоскелет, Калдаріус завоював собі славу на бійцівських аренах. Вирізняється високою мобільністю та озброєний як холодною так і стрілецькою зброєю.
- Аттикус — колишній раб з планети імперії Дженнеріт Шторм, Аттикус свого часу підняв повстання, але був поранений і захоплений у полон. В покарання його було наділено екзоскелетом для виконання важких робіт, який збільшував силу й інтелект раба. Користуючись цим, кмітливий Аттикус втік і прагне повести свій народ проти гнобителів. Спеціалізується на кулачному бою та атаках електричним струмом.
- Беатрикс — напів-механічна лікар, яка на службі в імперії опанувала маніпуляції життєвими силами. Вона здатна вражати противників згубними речовинами, калічити їх, так само як і посилювати саму себе.

#### The Rogues (Бунтарі)
Вільні народи і окремі особи, що не пристали до жодної з фракцій, звуться Бунтарями. Серед них чимало злочинців і вигнанців, але всі вони об'єднані задля виживання і протидії зазіханням на свої багатства, часто відібрані в інших. Хоча Бунтарі живуть на віддалі від решти фракцій, в зовнішніх астероїдних Кільцях Детритуса, вони також борються за своє місце під Солусом. На астероїдах Бунтарі облаштовують поселення зі штучною гравітацією та атмосферою і видобувають особливі плазмітні кристали, породжені імпульсами від помираючих зірок.
- Оренді — чотирирука відьма, що прагне використати свої сили для боротьби зі злом. Послуговується магією хаосу для атак.
- Шейн та Орокс — команда з підлітка-неформалки та багатовимірної істоти. Орокс охороняє Шейн і притягує до неї ворогів, а Шейн маскується і атакує кидками бемеранга.
- Рейна — очільниця Бунтарів, народжена в системі Солуса. Підтримує союзників силовими щитами і пострілами з лазерного пістолета.
- Тобі — розумний пінгвін, якого не взяли до ОМР. Ображений Тобі сконструював меха, пілотуючи якого став мстити ОМР. Має на озброєнні рейкову гармату і силовий щит.
- Віскі Фокстрот — бракований солдат-клон і останній в своєму роді, що примкнув до Бунтарів. Покладається на стрілецьку зброю.
- Пендлз — змій з планети Акопос. Цей боєць покладається на прихованість, отрути ідезорієнтацію противника.

#### The Last Light Consortium (Консорціум Останнього Світла)
Це об'єднання здебільшого спирається на досягнення кібернетики, має найпотужнішу економіку у Всесвіті та прагне отримання вигоди для себе за будь-яку ціну. Культура КОС вирізняється пишністю і аристократизмом. Жителі Консорціуму високомірні та впевнені, що завжди знайдеться хтось для прислуги їм, будь то робот чи жива істота. Раніше Консорціум входив до складу Об'єднаних Миротворчих Республік, але вийшов звідти, вважаючи це неприбутковим. Союз Останнього Світла володіє і управляє корпорацією «Страж» — найбільшим виробником зброї з тих, що лишилися на час подій гри. Базується на мандрівному флоті, який формувався сотнями років і на час подій гри налічує близько 250000 кораблів та 1 млрд чоловік населення.
- Айзек — робот, що покинув свою службу, одержимий ідеєю про знищення реальності особливим програмним кодом. Бореться шляхом стрілянини і володіє здатністю прикликати помічників та перемикатися в режим стаціонарної турелі.
- Маркіз — робот-дворецький, що після дивного випадку з ШІ Хартією, який керував КОС, пішов у ряди Народжених в битві. Маркіз покладається на стрільбу з гвинтівки, маніпуляції часом і підтримку своєї механічної сови Гудіні.
- Фібі — винахідниця і шукачка пригод з багатої родини, яка випробовує в боях свої винаходи задля порятунку Всесвіту. Озброєна фамільною високотехнологічною шаблею, для якої має кілька варіантів застосування.
- Кліз — колишній директор корпорації «Страж», котрий тепер присвятив життя винахідництву на кораблі «Нова». Сварливий старий, він пересувається на одному зі своїх винаходів — летючому троні. Здатний відновлювати здоров'я союзникам, підтримувати їхні силові щити і боротися з ворогами стріляниною.
- Ель Дракон — колишній реслер, Дракон був позбавлений свого титулу непереможного бійця Айзеком. У бою зним він втратив руки, які замінив на протези і прагне помститися кривднику. Спеціалізується на ближньому бою та посиленні себе самого за успішних атак і ослабленні противників
- Малюк Ультра — робот, основою для мислення якого стали комікси про супергероїв. Покладається на швидкість і підтримування союзників дронами[4].

## Фабула
У Всесвіті почали згасати зірки через діяльність загадкових Варелсі. Ці темні істоти не контактують з жодними цивілізаціями і їхні цілі лишаються неясними. Однак зірка Солус з якоїсь причини лишилася непідвладною їм. Події гри обертаються навколо битви за планети навколо цієї останньої зірку у Всесвіті. Це планета Темпест, що має жилий екватор і розжарену й замерзлу півкулі; розбита на фрагменти і покрита рослинністю й давніми руїнами Еккунар; та Блісс, геотермально активна планета, найменша з усіх. Гравець виступає героєм Народженим в битві (Battleborn), що на боці однієї з п'яти фрацій має привести свою фракцію до перемоги та подолати Варелсі.

## Розробка
Battleborn було анонсовано Gearbox Software і 2K Games 8 липня 2014 року. За словами керівника, Ренді Варнелла, розробка гри почалася під кінець виробничого циклу Borderlands 2, на початку 2013 року.
Дизайн-директор Брайан Томас розповідав під час розробки гри, що фракції Battleborn мали кожна свої джерела натхнення і концепцію. Так ОМР втілювали в собі естетику ранніх шутерів від першої особи та практичність і приземленість. Ренді Варнелл повідомив про КОС, що фракція задумувалася як високотехнологічна Вікторіанська епоха, де новітні технології сусідують з помпезною розкішшю. Для Бунтарів була характерна естетика піратства, індивідуальність кожного персонажа, використання всіх доступних засобів для виживання. Імперія Дженнеріт відпочатку розроблялася як лиходійська. В дизайні цієї фракції було змішано готичний стиль з сучасним архітектурним дизайном. При розробці фракції Елдрід дизайнери відштовхувалися від образів фентезійних ельфів та гномів, естетики природних форм рослин. Джерелами натхнення служили аніме «Принцеса Мононоке» і «Наусіка з Долини Вітрів».
Відкрите бета-тестування стартувало 8 квітня 2016 року для PS4 і 13 квітня для ПК та Xbox One. В ході тестування було доступно сім героїв. два сюжених завдання і два змагальних режими: «Вторгнення» і «Переплавка». Тестери для PS4 отримали доступ до персонажа Тобі та після виходу гри — Алані. Наприкінці квітня, 26 числа, вийшов анімований комікс-приквел з трьох частин, який оповідав про пригоди героїв гри незадовго до часу, коли Солус лишився єдиною зіркою під натиском Варелсі.
Після виходу 3 травня відбувся стрімкий спад популярності, що спонукало розробників анонсувати її перехід на модель free-to-play. Згодом глава Gearbox Ренді Пітчфорд заявив, що переходу не відбудеться, але ціни на гру зменшено і Gearbox розробляє значні доповнення. В жовті відбувся вихід сюжетного доповнення, яка розкриває історію повстання Аттикуса. Також додався новий режим, у якому гравці змагаються в знищенні Варелсі й колекціонуванні їхніх масок. Розширився набір скінів персонажів, їхніх жестів та здібностей, паралельно виходили нові персонажі. В січневому оновленні 2017 всі персонажі стали безкоштовними, тоді як раніше частина відкривалася за внутрішньоігрову валюту. Було додано підтримку роздільності дисплеїв у 4K. Разом з ним вийшла сюжетна пригода, присвячена Оскару, і 30-й персонаж, Беатрікс.

## Оцінки й відгуки
| Агрегатор  | Оцінка |
| ---------- | ------ |
| Metacritic | 69/100 |

| Видання                   | Оцінка |
| ------------------------- | ------ |
| Destructoid               | 6/10   |
| Electronic Gaming Monthly | 7.5/10 |
| Game Informer             | 6/10   |
| GameRevolution            | [ 19 ] |
| GameSpot                  | 7/10   |
| GamesRadar+               | [ 21 ] |
| IGN                       | 7.1/10 |
| PC Gamer (США)            | 72/100 |
| Polygon                   | 7.5/10 |

Гра отримала змішані відгуки, заробивши 69 балів зі 100 на агрегаторі Metacritic. У перший тиждень після виходу у Великій Британії Battleborn стала найпродаванішою відеогрою. Її успіх став майже таким самим, як і в Borderlands. Але вже за три місяці популярність різко впала, кількість одночасно присутніх гравців знизилася з 12070 до 641.
Глава Gearbox Ренді Пітчфорд головною причиною неуспішності Battleborn назвав конкуренцію з боку Overwatch. «Найсумніше, — повідомив він, — що ніяк не можна було уникнути порівняння. Люди, які провели в цих двох іграх чимало часу, можуть посперечатися про їхні відмінності. Але при першому погляді зрозуміти різницю важко. Ідея змішання RPG і шутера здавалася нам революційною, але Blizzard вдалося сконцентруватися тільки на одній складовій, а не на кількох. Вони взяли існуючу механіку [Team Fortress 2] і зробили все максимально якісно. Ми ж намагалися додати і одиночну кампанію, і мультиплеєр, і змагальний режим, завжди намагаючись винайти щось нове». Разом з тим Ренді Пічфорд запевнив, що спад популярності не завдав шкоди Gearbox.
У листопаді 2019 року Gearbox оголосила, що сервери гри будуть повністю вимкнені до січня 2021 року, що зробить гру непридатною для гри. У рамках закриття гри її було вилучено з продажу з вітрин цифрових магазинів, а Gearbox оголосила про плани відключити внутрішньоігровий магазин у лютому 2020 р. Спочатку вимкнення серверів було заплановано на 25 січня 2021 р. Пізніше служба підтримки 2K повідомила, що цю дату було перенесено на 31 січня 2021 р., після чого гра стала недоступною для гри.